# 澁澤金三郎
澁澤 金三郎（しぶさわ きんざぶろう、1892年〈明治25年〉11月3日 - 没年不明）は、日本の銀行家。三菱銀行取締役。

## 人物
群馬県新田郡太田町（現太田市）出身。質商・初代澁澤金蔵の孫。二代目澁澤金蔵の二男。三代目澁澤金蔵の弟。
1915年、東京高等商業学校（現一橋大学）卒業。第百銀行に入り大阪支店次長、横浜・丸ノ内各支店長を歴任し三菱銀行に転じ郵船ビル支店長、本店審査部副長、日本橋支店長を経て1947年、取締役に就任。
趣味はスポーツ。宗教は浄土宗、仏教。住所は東京世田谷区玉川奥沢町

## 家族・親族
澁澤家
- 妻・やまと（1894年 - ?、群馬、葉住利蔵の三女）[1][3]
- 長男、二男、三男、四男、五男、六男[2]

親戚
- 葉住利蔵（群馬県農工銀行、新田銀行各頭取、衆議院議員）